# Rude Selo, Volodarka
Rude Selo (în ucraineană Руде Село) este o comună în raionul Volodarka, regiunea Kiev, Ucraina, formată numai din satul de reședință.

## Demografie
Componența lingvistică a comunei Rude Selo
     Ucraineană (96,35%)
     Rusă (3,47%)
     Alte limbi (0,18%)
Conform recensământului din 2001, majoritatea populației comunei Rude Selo era vorbitoare de ucraineană (96,35%), existând în minoritate și vorbitori de rusă (3,47%).

## Legături externe
- pl Rudesioło în Dicționarul geografic al Regatului Poloniei și al altor țări slave, volum IX (Poźajście — Ruksze) 1888